# Hans Mögel
Ernst Hans Mögel (* 31. Mai 1900 in Leipzig; † 10. April 1944 in Paris) war ein deutscher Physiker.
Er besuchte von 1906 bis 1918 die Schule in Krefeld und Meißen, die er 1918 mit der Oberprima in Meißen abschloss. Von 1917 bis 1918 nahm er als Fahnenjunker bei einer technischen Truppe am Ersten Weltkrieg teil.
Nach dem Krieg studierte er bis 1921 Elektrotechnik an der Technischen Hochschule Dresden und war in den Semesterferien als Praktikant bei vier verschiedenen Fabriken für elektrotechnische Geräte und Hochfrequenztechnik in Meißen und Dresden sowie als Assistent an der Technischen Hochschule in Dresden tätig. Am 18. November 1922 erlangte er seinen Abschluss als Diplom-Ingenieur mit einer Arbeit über das Schwing-Audion.
In den Jahren von 1922 bis 1925 war er als Laborleiter für Sender- und Verstärkertechnik bei der Dr. Erich F. Huth GmbH für Funktelegrafie in Berlin und im darauf folgenden Jahr als Assistent an der Technischen Hochschule Dresden bei Heinrich Barkhausen tätig.
Dort promovierte er 1926 mit einer Arbeit Über die gleichzeitige Erregung zweier Schwingungen in einer Dreielektrodenröhre zum Dr.-Ing.
Bis 1931 arbeitete er als Betriebsphysiker bei der Transradio AG für drahtlosen Überseeverkehr in Berlin, einem Tochterunternehmen von Telefunken und als solcher zuständig für die Beaufsichtigung, Technische Ausrüstung und Betriebsorganisation, hauptsächlich bei den Übersee-Funkempfangsstellen Geltow und Beelitz. Hierbei beschäftigte er sich auch mit Fragen der Frequenzmessung und der Wellenausbreitung (besonders auf Kurzwellen) und entdeckte dabei Phänomene von Kurzwellen-Störungen, die ihm zu Ehren als Mögel-Dellinger-Effekt bezeichnet werden. John Howard Dellinger war ein US-Amerikaner, der, unabhängig von Mögel und etwas später, weitere Zusammenhänge zwischen der Sonnenstrahlung und der Kurzwellenstörung feststellte.
Von 1932 bis 1934 war Hans Mögel Referent für Funkanlagen beim Reichspostzentralamt in Berlin. Dort arbeitete er u. a. auch an der Vorausplanung des Frequenzeinsatzes für Kurzwellen-Weitverbindungen (Frequenzprognose) in Abhängigkeit von Jahreszeit und Sonnenaktivität.
Als Erster Referent, später Gruppenleiter, beim Chef des Nachrichten-Verbindungs-Wesen (NVW) Abt. 3 im Reichsluftfahrtministerium (RLM) und dort zuständig für Funknavigation und Flugsicherungs-Einrichtungen arbeitete er bis 1937 und wurde im gleichen Jahr planmäßig angestellt als Beamter im Staatsdienst im (Beamten-)Range eines Flieger-Stabsingenieurs (Major). (Als sogenannter Militärbeamter, heute würde man sagen beamteter Zivilangestellter. Militärbeamte hatten keine Kommando- oder Befehlsgewalt gegenüber den Militär-Truppen.)
Danach erfolgt die Übernahme in das Ingenieurkorps der Luftwaffe. 1937 wurde er zur Weltausstellung in Paris (2.–6. November) abkommandiert und 1940 zum Flieger-Oberstabsingenieur (Oberstleutnant) befördert.
In den Jahren 1940/1941 war er Dienststellenleiter beim Luft-Nachrichten Ausbaustab 3 in Westfrankreich und ab 1941 wegen der Verschärfung des deutschen Luftkrieges gegen England mit der Neuplanung der Funknavigation und dem Ausbau der Bodenfunk- und Navigationsanlagen beauftragt. 1942 erfolgte die Beförderung zum Beamten-Dienstgrad eines Oberst-Ingenieurs (Oberst).
Von 1942 bis 1944 war Hans Mögel Dienststellenleiter Ln (=Luftnachrichten) Ausbau-Inspizient West in Paris.
Am 10. April 1944 erlitt er nach einer langen Dienstbesprechung in Paris einen Herzschlag.
Hans Mögel heiratete am 9. August 1928 und hatte einen Sohn.